# 奇爾特恩區
奇爾特恩（英語：Chiltern），英國英格蘭東南部區域白金漢郡的一個非都市區（地方第二級區政府），區議會所在地位於阿默舍姆。

## 概要
奇爾特恩成立於1974年4月1日，合併了切舍姆、阿默舍姆和安默舍姆郊區等地構成。目前，區內有17個民政教區。

## 交通
M25倫敦外環高速公路經過東南部，主要道路為A413和A404。鐵路方面有倫敦地鐵大都會線和中央主幹線。